# Distretto di Kham Ta Kla
Il distretto di Kham Ta Kla (in thailandese: คำตากล้า) è un distretto (amphoe) della Thailandia, situato nella provincia di Sakon Nakhon.